# Tahtíb
Tathíb (egyptská arabština: تحطيب taḥṭīb, angličtina: tahtib) je tradiční egyptské lidové bojové umění s tyčemi. Původně neslo název fan a'nazaha wa-tahtib („umění být přímý a upřímný s použitím tyče“). Originální bojová verze tahtíbu se později vyvinula do egyptského lidového tance s dřevěnou holí, tzv. baladi. V dnešní době slovo tahtíb zahrnuje jak bojové cvičení, tak i performance. Dnes se praktikuje hlavně v Horním Egyptě, například v Asuánu, kde se pravidelně pro turisty předvádí núbijská forma tohoto bojového umění.
Hůl používaná v tahtíbu je dlouhá asi čtyři stopy a je nazývána asa, asaya, assaya nebo nabboot.

## Historie
Nejstarší záznamy o tahtíbu pochází z rytin z archeologického naleziště v Abúsíru. Na některých reliéfech Sahurovy pyramidy (V. dynastie, asi 2500 př. n. l.) se nalézají obrázky i s vysvětlivkami, které obzvláště přesně zobrazují něco, co vypadá jako vojenský výcvik s holí. V době vzniku těchto obrázků byl tedy tahtíb s lukostřelbou a zápasením mezi třemi válečnými disciplínami, které se egyptští vojáci učili.
Kromě vojenského výcviku byly zápasy tahtíbu populární také mezi rolníky a farmáři. První důkazy o slavnostním účelu tahtíbu lze spatřit na rytinách ze stěn chrámů Luxor a Sakkára z období Nové říše (1500 – 1000 př. n. l.). Raně křesťanské spisy zmiňují tahtíb jako volnočasovou aktivitu a populární umění, které muži prováděli během svateb a oslav. Předpokládá se, že tahtíb se v tomto civilním kontextu vyvinul jako hra nebo performance.

## Moderní podoba Tahtíbu
Moderní tahtíb se snaží vytvořit z tohoto skoro již tance znovu bojové umění. Stejně jako v tradičním tahtíbu, je hlavním cílem oponentova hlava, protože je považována za nejkřehčí a nejzranitelnější část těla. V důsledku toho se techniky točí kolem ochrany vlastní hlavy a snahy se dotknout té soupeřovi. Vítězství lze dosáhnout buď jediným čistým dotykem hlavy, nebo třemi dotyky těla. Na rozdíl od svého tradičního tanečního protějšku umožňuje moderní tahtíb ženám i mužům cvičit ve smíšených skupinách.